# مولي أدير
مولي أدير (بالإنجليزية: Molly Adair)‏ هي ممثلة بريطانية (وحملت سابقاً جنسية المملكة المتحدة لبريطانيا العظمى وأيرلندا)، ولدت في 24 مارس 1905 في المملكة المتحدة، وتوفيت في 9 سبتمبر 1990 بلندن في المملكة المتحدة.

## وصلات خارجية
- مولي أدير على موقع IMDb (الإنجليزية)
- مولي أدير على موقع قاعدة بيانات الفيلم (الإنجليزية)